# Milan Figala
Milan Figala (Brno, 23 novembre 1955 – Essen, 3 novembre 2000) è stato un hockeista su ghiaccio e allenatore di hockey su ghiaccio cecoslovacco naturalizzato britannico.
Dopo la dissoluzione della Cecoslovacchia, Figala aveva assunto la nazionalità ceca.

## Carriera

### Giocatore
Giocò nella massima serie cecoslovacca con le maglie di HC Vitkovice (1973-1974 e poi dal 1977 al 1983) e del Kometa Brno (dal 1983 al 1986). Vinse il titolo col Vitkovice nel 1981.
Dal 1986 si trasferì in campionati esteri: per un anno (1986-1987) in Danimarca all'AaB Ishockey, poi per una stagione (1987-1988) nel campionato jugoslavo con l'HK Jesenice, con cui vinse il titolo, ed a partire dal 1988 in Gran Bretagna, in due distinti periodi coi Fife Flyers (nella stagione 1988-1989 e poi dal 1992 al 1995), mentre per l'ultima stagione (1995-1996) fu allenatore-giocatore dei Dumfries Border Vikings, in seconda serie.
Giocò anche nella nazionale cecoslovacca, con cui vinse l'argento ai mondiali del 1979.

### Allenatore
Negli anni intercorsi tra i due periodi ai Fife Flyers, iniziò ad allenare. La prima squadra (stagione 1990-1991) furono proprio i Flyers, ma fu sostituito da Mike Fedorko nel corso della stagione. Si trasferì quindi ai Glenrothes Jets per la seconda parte della stagione 1990-1991 e per quella successiva.
Ritornò per alcuni anni all'hockey giocato, fino a che fu nominato allenatore-giocatore dei Dumfries Border Vikings, in seconda serie (1995-1996).
Dalla stagione successiva appese definitivamente i pattini al chiodo, divenendo assistente allenatore degli Ayr Scottish Eagles (1996-2000).
Nella stagione 2000-2001 fu scelto come assistente allenatore dei Moskitos Essen nella Deutsche Eishockey-Liga.
Gli fu diagnosticato un cancro, ma parve reagire bene alle cure. Dopo alcuni mesi, tuttavia, una recrudescenza della malattia lo costrinse, nel novembre del 2000, ad un intervento chirurgico a cui non sopravvisse.

## Palmarès

### Giocatore

#### Club
- Extraliga (Cecoslovacchia): 1

Vitkovice: 1980-1981
- Jugoslovenska Hokejaška Liga: 1

Jesenice: 1987-1988